# Римбах (Оденвальд)
Римбах (нем. Rimbach) — община в Германии, в земле Гессен. Подчиняется административному округу Дармштадт. Входит в состав района Бергштрассе. Население составляет 8530 человек (на 31 декабря 2010 года). Занимает площадь 23,16 км².
Община подразделяется на 5 сельских округов.